# Gruppo Sportivo Brogliaccio
Il Gruppo Sportivo Brogliaccio è stata una società pallavolistica femminile italiana con sede nella città di Ancona.

## Storia

La Brogliaccio della stagione 1987-88, vincitrice della Coppa CEV

Sorta nel 1967 per iniziativa di un gruppo di studenti della città marchigiana, prese il nome da un'omonima rivista mensile del Movimento Studenti di Azione Cattolica di Ancona; direttore illo tempore era Giancarlo Cappanera, mentre Franco Brasili siedeva in panchina. L'iniziativa ebbe successo e, potendo attingere da un settore giovanile all'avanguardia, che a cavallo tra gli anni 1970 e 1980 vinse tre scudetti Under-18, uno Juniores e due Under-15, la prima squadra della Brogliaccio raggiunse presto i vertici del volley nazionale: nella stagione 1976-77 partecipò per la prima volta al campionato di Serie A e fu ammessa l'anno successivo alla neonata A1, dove militerà stabilmente per il successivo quindicennio.
Sempre più competitive anche fuori dai confini nazionali, nel 1982 le anconitane furono per la prima volta finaliste in Coppa CEV, battute dalle tedesche d'Occidente del Münster; nella stessa competizione, la squadra maturerà un terzo posto nel 1987.
In campo nazionale, frattanto, nel torneo 1984-85 la Brogliaccio raggiunse le semifinali dei play-off scudetto, nelle quali fu superata dalla dominatrice della pallavolo italiana di quegli anni, l'Olimpia Ravenna; il piazzamento fu migliorato con il terzo posto nella regular season dell'edizione 1986-87 e nuovo approdo alle semifinali scudetto, nelle quali fu battuta dal Modena. Nel 1985, intanto, era iniziato il sodalizio con la Centrale del Latte di Ancona, che sponsorizzò la squadra per sette stagioni attraverso il marchio Yoghi.
Nel 1988 le marchigiane vinsero quello che rimarrà il loro unico trofeo, la Coppa CEV, superando nella finale di Ankara le connazionali di Reggio Emilia. Ultimo acuto fu quello del campionato 1992-93, chiuso dalla squadra al terzo posto in regular season (alla pari con l'Amazzoni Agrigento) e con il successivo, ennesimo accesso alle semifinali scudetto, nuovamente perse contro il Matera. Nel 1996 la parabola della Brogliaccio si chiuse con l'ultimo posto in A1 e la rinuncia a prendere parte al successivo torneo di A2.

## Palmarès
- Coppa CEV: 1

1987-88